# Лиляна Васева
Лиляна Васева е българска състезателка по академично гребане. Тя е част от четворката скул без кърмчия, спечелила сребърен медал от олимпиадата в Монреал през 1976 г. Другите участнички в българския екипаж са – Рени Йорданова, Гинка Гюрова, Марийка Модева и Капка Георгиева-Панайотова – рулеви.